# 海东街道 (珲春市)
海东街道，是中华人民共和国吉林省延边朝鲜族自治州珲春市下辖的一个乡镇级行政单位。2021年11月18日，设立海东街道。辖区范围西起迎宾广场，东至英安镇双新村，北起龙泉山，南至渤海大街，辖原靖和街道的林园社区、原英安镇的高产村以及原新安街道渤海西街以北区域。行政区划代码为222404006。

## 行政区划
海东街道下辖以下地区：
辖原靖和街道的林园社区、原英安镇的高产村以及原新安街道渤海西街以北区域。